# Capilla de San Ananías
La capilla de San Ananías, también llamada casa de San Ananías (en árabe: كنيسة القديس حنانيا‎), es una antigua estructura subterránea situada en Damasco, Siria. Se encuentra dentro del conjunto de la ciudad vieja de Damasco, inscrita como Patrimonio de la Humanidad por la Unesco, y el 20 de junio de 2013 fue incluida en la lista del Patrimonio de la Humanidad en peligro para alertar sobre los riesgos a los que está expuesta debido a la Guerra Civil Siria.

## La capilla
La capilla se encuentra en una cripta de dos habitaciones, situada a unos cuatro metros por debajo del nivel de la calle y se accede a ella por una escalera de veintitrés escalones, desde el patio de una casa que la tradición atribuye a Ananías de Damasco, el discípulo cristiano que hizo recuperar la vista a Saulo Pablo (Hechos de los Apóstoles 9, 10-19), más tarde conocido como el apóstol san Pablo. Ananías lo bautizó, y posteriormente lo ayudó a ocultarse y a abandonar la ciudad de Damasco, tras despertar Pablo el odio en los judíos hasta el punto de tramar su asesinato debido a sus sermones y predicación.
De hecho, la capilla está formada por un ábside de una iglesia bizantina del siglo V o VI, mencionado en varias ocasiones por las fuentes históricas como «al-Arab Mussalabeh» (Santa Cruz). Excavaciones arqueológicas realizadas en 1921 llevadas a cabo por el conde Eustache de Lorey encontraron los restos, aportando así evidencias físicas para apoyar la tradición local de que la capilla tiene un origen paleocristiano. Más investigaciones condujeron al descubrimiento de un altar pagano del siglo II, dedicado al dios semita Baalshamin (el señor del cielo), construido durante el reinado de Adriano, en el lugar de emplazamiento de la casa de Ananías, a fin de alejar a los cristianos que habían hecho de ella un lugar de peregrinación.
La capilla se encuentra al final de la calle Recta de Damasco, cerca de las puertas de Bab Sharqi y de Bab Keisan, de las antiguas murallas de la ciudad, lugar por el cual según la tradición san Pablo escapó de Damasco, escondido en una cesta por la noche.
Tras la conquista árabe de Damasco en el año 636, la iglesia fue confiscada y parcialmente demolida. A principios del siglo VIII, el califa omeya al-Walid ibn 'Abd al-Malik I la devolvió a la comunidad cristiana en compensación por la expropiación de la catedral de San Juan Bautista, sobre el terreno de la cual se construyó la Gran Mezquita de Damasco.
A finales del siglo XII, el sultán Saladino la transformó de nuevo en mezquita y no fue hasta el año 1820 que fue devuelta a la Orden de los Frailes Menores de la Custodia de Tierra Santa. Cuarenta años más tarde, en 1860, la iglesia fue arrasada durante la revuelta de los drusos. Fue reconstruida en 1867 y rehabilitada en 1973.